# Manuela Gallardo
Manuela Gallardo Gómez (Villanueva de la Serena, Badajoz) fue una educadora y escritora española, destacada por su labor en el ámbito pedagógico de Extremadura a mediados del siglo XX. Su trabajo se centró en combatir el analfabetismo en la región y mejorar la calidad educativa, especialmente en las áreas rurales de difícil acceso. Gallardo fue pionera en aplicar métodos de educación comparada, basándose en sus estudios y experiencias en varios países europeos.

## Trayectoria
Nació en Villanueva de la Serena, en Badajoz. Fue hija del empresario José Gallardo Rodríguez, creador hacia 1887 de la Fábrica de Jabones. Gallardo estudió en un convento de monjas franciscanas cerca de Colonia, en Alemania, entre 1911 y 1917. Estuvo influenciada por las innovaciones educativas de países como Holanda y Noruega. Abogó por la creación de escuelas modernas y accesibles, así como por la introducción de metodologías educativas avanzadas, como el método Montessori y el uso de escuelas al aire libre para atender a las poblaciones rurales de Extremadura.
Gallardo también es reconocida por su faceta como escritora y divulgadora. Entre sus obras más importantes se encuentra Leyendas del Rhin (1923), una recopilación de cuentos basados en historias populares alemanas, fruto de su estancia educativa en ese país. Su producción literaria abarcó diversos géneros, como la novela, el ensayo y la divulgación científica. Además de su obra principal ¿Por qué somos pobres?, en la que analiza las causas del analfabetismo en España y propone soluciones basadas en modelos educativos extranjeros, publicó la serie Conoce los frutos de tu tierra (1958-1959), dirigida a la educación infantil y dedicada al estudio de la botánica, con un enfoque en las plantas y frutos de Extremadura.
A lo largo de su vida, Gallardo se destacó también por su compromiso con la divulgación del conocimiento botánico y la educación infantil, trabajando junto a especialistas como el botánico y farmacéutico Pío Font i Quer en la creación de Colección de láminas silvestres (1949), una obra ilustrada que buscaba enseñar a los niños y niñas sobre las plantas silvestres de la región.
Tras numerosos intentos de crear una escuela en Villanueva de la Serena, estableció una casa-escuela llamada “San Francisco de Asís” en Badajoz con la ayuda de las reverendas madres de Sehaan de Liechtenstein y el apoyo del cardenal Juan Benlloch y Vivó o Enrique Delgado Gómez, obispo de Pamplona. Allí implementó algunas de las innovaciones pedagógicas que promovió a lo largo de su carrera.

## Obra
- 1923 – Leyendas del Rhin. Madrid, Tip. Del Hospital del Niño Jesús.
- 1946 – Muchachas en Flor. Madrid, Sociedad de Educación Atenas.
- 1954 – ¿Por qué somos pobres? Editorial Gómez.
- 1958 – Conoce los frutos de tu tierra. El melocotonero: Plantad más árboles.

## Reconocimientos
En reconocimiento a su labor educativa y cultural, su obra recibió críticas favorables en la prensa de la época, como en los periódicos ABC y La Vanguardia. Aunque no se conoce que recibiera premios oficiales importantes en vida, su influencia en la educación en Extremadura, y especialmente su contribución a la lucha contra el analfabetismo, han sido valoradas como parte fundamental de la historia educativa de la región.
En 2020, fue incluida dentro del proyecto “Mujeres Investigadoras en los Archivos Estatales (1900-1970)” para la descripción archivística y creación de un micrositio específico en el Portal de Archivos Españoles (PARES), desarrollado entre 2020-2023. Este proyecto ha sido impulsado por la Subdirección General de Archivos Estatales, con el objetivo visibilizar la labor de investigación realizada en España por las mujeres en el intervalo 1900-1970 partiendo de los registros documentales que se conservan en los Archivos de Gestión de los AAEE del Ministerio de Cultura (el Archivo Histórico Nacional, el Archivo de la Corona de Aragón, el Archivo General de Simancas, el Archivo General de Indias, el Archivo de la Real Chancillería de Valladolid, el Archivo General de la Administración y el Centro de Información Documental de Archivos).